# Análise de fluxo de material
A análise de fluxo de materiais (AFM) foi desenvolvida como uma ferramenta que representa os fluxos biofísicos de entrada e saída em uma economia, em vez de representar a economia em termos puramente monetários. Ela descreve o uso de material em unidades de massa, geralmente em toneladas métricas (t). Os fluxos de materiais considerados incluem todos os materiais que uma economia extrai do seu ambiente interno, as importações e exportações, além das descargas para o ambiente.
O método passou por uma padronização internacional, e conjuntos de dados globais de alta qualidade estão agora disponíveis que fornecem informações sobre fluxos de materiais diretos, incluindo extração, comércio e uso em todo o mundo. Dessa forma, a abordagem vem apresentando uma aceitação mais ampla e várias economias implementaram o monitoramento do uso de recursos e das emissões como parte da contabilidade nacional padrão e desenvolveram políticas destinadas a melhorar sua eficiência de recursos. A AFM tornou-se uma parte regular das estatísticas públicas na União Europeia (EU), no Japão entre outros. Isso permite a provisão do uso material em termos físicos, sua comparação com outras economias e sua evolução temporal.